# Monkey Bar Games
Monkey Bar Games était une division américaine du maintenant disparu studio de développement de jeux vidéo Vicious Cycle Software, basé à Chapel Hill, en Caroline du Nord . L'activité principale de Monkey Bar Games était la création de produits de divertissement familial sur toutes les plates-formes de jeux vidéo portables et consoles, et également sur PC.

## Jeux développés
| Année de sortie | Titre                                           | Plateforme(s)                                                      | Editeur              |
| --------------- | ----------------------------------------------- | ------------------------------------------------------------------ | -------------------- |
| 2005            | Dora the Explorer: Journey to the Purple Planet | GameCube, PlayStation 2                                            | Global Star Software |
| 2006            | Curious George                                  | GameCube, PlayStation 2, Game Boy Advance, Xbox, Microsoft Windows | Namco                |
| 2006            | Souris City (jeu vidéo)                         | GameCube, PlayStation 2                                            | D3 Publisher         |
| 2008            | Ben 10: Alien Force                             | PlayStation 2, Wii, PlayStation Portable                           | D3 Publisher         |
| 2010            | Despicable Me: The Game                         | PlayStation 2, Wii, PlayStation Portable                           | D3 Publisher         |
| 2011            | Ben 10: Galactic Racing                         | Wii, PlayStation 3, Xbox 360                                       | D3 Publisher         |
| 2012            | Madagascar 3: The Video Game                    | PlayStation 3, Xbox 360, Wii                                       | D3 Publisher         |
| 2013            | Turbo: Super Stunt Squad                        | Wii U, PlayStation 3, Xbox 360                                     | D3 Publisher         |
| 2013            | Pac-Man et les Aventures de fantômes            | PlayStation 3, Xbox 360, Nintendo 3DS, Wii U, Microsoft Windows    | Namco                |
| 2014            | Pac-Man et les Aventures de fantômes 2          | PlayStation 3, Xbox 360, Nintendo 3DS, Wii U                       | Namco                |